# Nadlak
Nadlak (ukrainisch und russisch Надлак) ist ein Dorf im Norden der ukrainischen Oblast Kirowohrad mit etwa 1800 Einwohnern (2001).

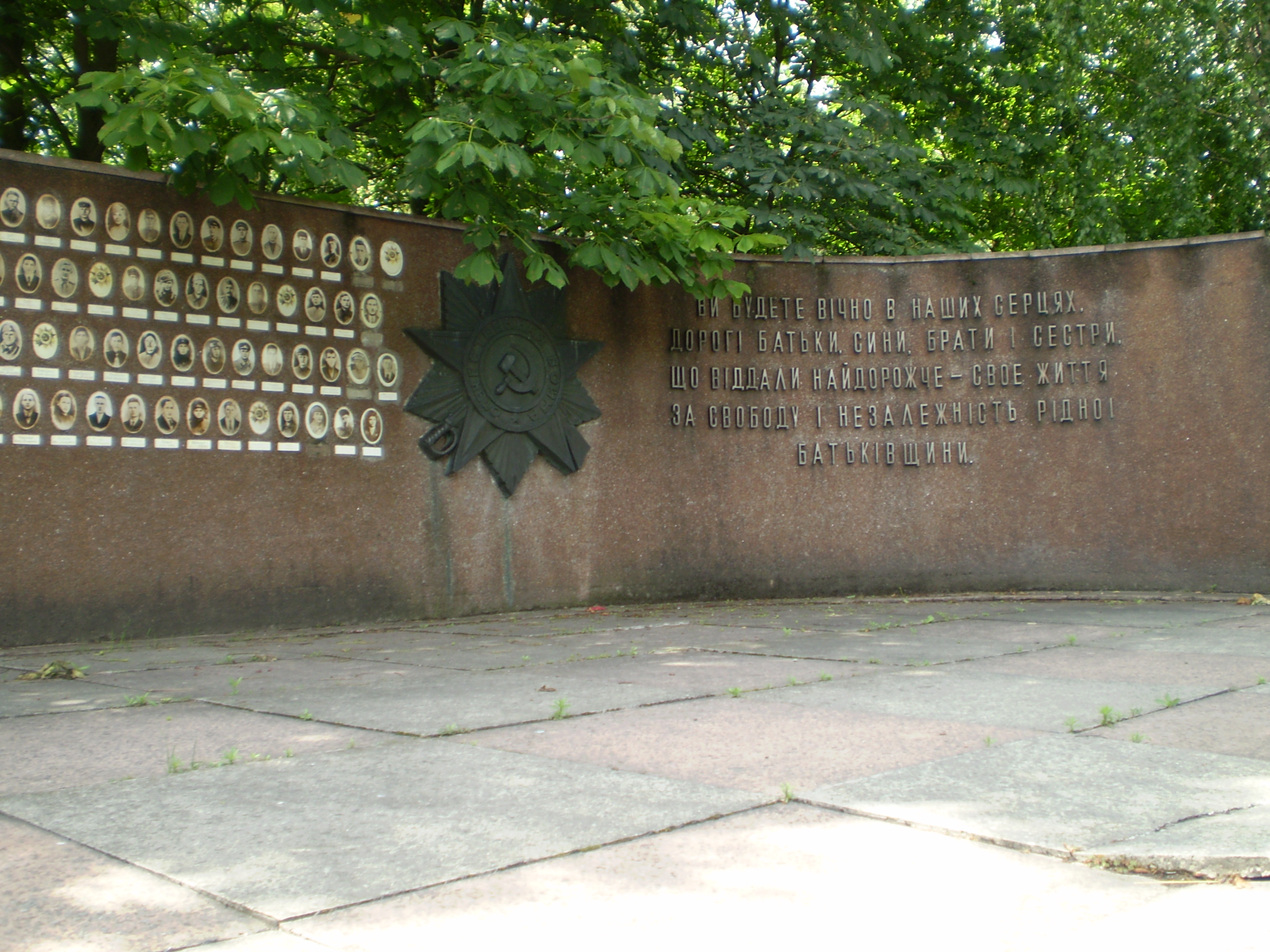
Denkmal im Ort

Das am Beginn des 18. Jahrhunderts von Kosaken an der ehemals russisch-polnischen Grenze gegründete Dorf an der Grenze zur Oblast Tscherkassy liegt auf einer Höhe von 132 m am Ufer des Welyka Wys, einem Quellfluss der Synjucha, 30 km nordöstlich vom ehemaligen Rajonzentrum Nowoarchanhelsk und 110 km nordwestlich vom Oblastzentrum Kropywnyzkyj. Durch das Dorf verläuft die Territorialstraße T–12–06.
Nadlak besitzt seit Oktober 1973 ein Volkskundemuseum.

## Verwaltungsgliederung
Am 12. Juni 2020 wurde das Dorf zum Zentrum der neugegründeten Landgemeinde Nadlak (Надлацька сільська громада/Nadlazka silska hromada). Zu dieser zählen die 12 in der untenstehenden Tabelle aufgelisteten Dörfer, bis dahin bildete es zusammen mit dem Dorf Tymofijiwka die gleichnamige Landratsgemeinde Nadlak (Надлацька сільська рада/Nadlazka silska rada) im Nordosten des Rajons Nowoarchanhelsk.
Am 17. Juli 2020 kam es im Zuge einer großen Rajonsreform zum Anschluss des Rajonsgebietes an den Rajon Holowaniwsk.
Folgende Orte sind neben dem Hauptort Nadlak Teil der Gemeinde:
| Name                     | Name         | Name                       |
| ukrainisch transkribiert | ukrainisch   | russisch                   |
| ------------------------ | ------------ | -------------------------- |
| Iwaniwka                 | Іванівка     | Ивановка (Iwanowka)        |
| Kalyniwka                | Калинівка    | Калиновка (Kalinowka)      |
| Kalnybolota              | Кальниболота | Кальниболота (Kalnibolota) |
| Kindratiwka              | Кіндратівка  | Кондратовка (Kondratowka)  |
| Nysowe                   | Низове       | Низовое (Nisowoje)         |
| Pokrowka                 | Покровка     | Покровка                   |
| Pryjut                   | Приют        | Приют (Prijut)             |
| Schewaniwka              | Жеванівка    | Жевановка (Schewanowka)    |
| Schljachowe              | Шляхове      | Шляховое (Schljachowoje)   |
| Tymofijiwka              | Тимофіївка   | Тимофеевка (Timofejewka)   |
| Wilschanka               | Вільшанка    | Ольшанка (Olschanka)       |
| Wukytytschewe            | Вукитичеве   | Вукитичево (Wukititschewo) |